# Mike McGlone
Michael 'Mike' McGlone (White Plains (New York), 10 augustus 1972) is een Amerikaans acteur, auteur, zanger, songwriter en komiek.

## Carrière
McGlone begon in 1989 met acteren in de korte film The Good Samaritan, waarna hij nog meerdere rollen speelde in films en televisieseries. Hij speelde in onder andere She's the One (1996), The Bone Collector (1999) en Person of Interest (2011-2013). Naast acteur voor televisie is hij ook actief in lokale theaters.
McGlone heeft diverse boeken geschreven, waaronder And All the Roses Dying…, Dice en Hourigan's Song. Als zanger heeft hij twee albums uitgebracht, Hero (1999) en To Be Down (2002).

## Filmografie

### Films
Uitgezonderd korte films.
- 2017 The Bachelors - als coach Keyes
- 2017 Lost Cat Corona - als Johnny (baas van uitvaartcentrum)
- 2015 Blind Pass - als Hunter Anderson
- 2013 A Guy Named Rick - als Duke Cozwell
- 2013 The Little Tin Man - als advocaat Ron
- 2012 The Fitzgerald Family Christmas - als Quinn Fitzgerald
- 2010 Flipped: A Mobster Tells All - als verteller
- 2006 Dirty Work - als Frank Sullivan
- 2005 Fortunes - als James Daugherty
- 2005 The War Within - als Mike O'Reilly
- 2001 Get Well Soon - als Brian Maher
- 2001 Hardball - als Jimmy Fleming
- 2000 Dinner Rush - als Carmen
- 2000 Happy Accidents - als Tab
- 1999 The Bone Collector - als rechercheur Kenny Solomon
- 1999 Jump - als Doug
- 1998 One Tough Cop - als Richie La Cassa
- 1997 SUBWAYStories: Tales from the Underground - als John T.
- 1996 She's the One - als Francis Fitzpatrick
- 1996 Ed - als Oliver Barnett
- 1995 The Brothers McMullen - als Patrick McMullen

### Televisieseries
Uitgezonderd eenmalige gastrollen.
- 2011-2016 Person of Interest - als rechercheur Bill Szymanski - 5 afl.
- 2009-2010 Anatomy of a Takedown - als verteller - 3 afl.
- 2008-2010 Mobsters - als verteller - 16 afl.
- 2009 Crash - als Bobby - 4 afl.
- 2007 The Kill Point - als deputy chief Nolan Abrami 7 afl.
- 2001-2002 That's Life - als Pat MacClay - 5 afl.

- Bibliothèque nationale de France: cb140019202 (data)
- Gemeinsame Normdatei: 1081396148
- International Standard Name Identifier: 0000 0001 1437 3850
- Library of Congress Control Number: no99019994
- MusicBrainz: a520ed24-db75-4a41-a6ae-c7d63b85d091
- Nationale Bibliotheek van Tsjechië: xx0082824
- Nationale Bibliotheek van Polen: a0000001616531
- Nederlandse Thesaurus van Auteursnamen: 16225153X
- Virtual International Authority File: 7584677
- WorldCat: E39PBJh8Qc9bHV7hJBmg6GppT3